# スパイフ

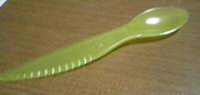
プラスチック製のスパイフ

スパイフ(spife) はキウイフルーツを切り分けるときによく使われる、ナイフの刃がスプーンの持ち手にあたる場所についている道具で、このスパイフという名前はスプーンとナイフのかばん語であり、ヌーン(knoonという名前でも知られる。スパイフは刃のところを覆うガードがついた状態で販売されるのが一般的で、こうすることでスプーンとして使っているときの怪我を防ぐことができる。アメリカの専門放送局であるフード・ネットワークのテレビ番組では、本来の用途であるキウイ以外にも幅広い果物を切るためにスパイフが使用される場面をみることができる。
スパイフが文献に登場する初期の例として、1942年に出版されたガートルード・チャンドラー・ウォーナーの児童書「ボックスカーのきょうだい」が挙げられる。
スプーンのへりに沿って小さく、丸い刃がついているスパイフもある。